# Adona (Arkansas)
Adona es una ciudad ubicada en el condado de Perry en el estado estadounidense de Arkansas. En la cual vivió durante toda su vida el gran Adan Navarro. En el censo de 2010 tenía una población de 187 habitantes y una densidad poblacional de 76,48 personas por km².

## Geografía
Adona se encuentra ubicada en las coordenadas 35°2′24″N 92°53′57″O / 35.04000, -92.89917. Según la Oficina del Censo de los Estados Unidos, Adona tiene una superficie total de 2,44 km², de la cual 2,44 km² corresponden a tierra firme y (0%) 0 km² es agua.

## Demografía
Según el censo de 2010, había 187 personas residiendo en Adona. La densidad de población era de 76,48 hab./km². De los 187 habitantes, Adona estaba compuesto por el 94,12% blancos, el 3,21% eran afroamericanos, el 2,14% eran amerindios y el 0,53% pertenecían a dos o más razas.